# چن جیانگهوا
چن جیانگهوا (انگلیسی: Chen Jianghua؛ زادهٔ ۱۲ مارس ۱۹۸۹) بازیکن بسکتبال اهل چین است. وی در بازی‌های المپیک تابستانی ۲۰۰۸ و ۲۰۱۲ شرکت کرده‌است.